# 10-й воздушный флот
10-й воздушный флот (нем. Luftflotte 10) — воздушный флот люфтваффе, создан 1 июля 1944 года в Берлине, там же располагался его штаб всё время существования флота, под его контроль переданы запасные и учебные части люфтваффе. Ликвидирован 31 марта 1945 года.

## Командование

### Командующий
| С               | По              | Звание          | Имя                    |
| --------------- | --------------- | --------------- | ---------------------- |
| 1 июля 1944     | 27 февраля 1945 | Генерал авиации | Ганс-Георг фон Зейдель |
| 27 февраля 1945 | 31 марта 1945   | Генерал авиации | Стефан Фрёлих          |

### Начальник штаба
| С             | По              | Звание    | Имя            |
| ------------- | --------------- | --------- | -------------- |
| 16 июля 1944  | 31 декабря 1944 | Полковник | Герберт Гейзе  |
| 1 января 1945 | март 1945       | Полковник | Вольф Эберхард |

### Штаб-квартира
Штаб-квартира перемещалась вместе с передвижением фронта.
| С           | По             | Город  |
| ----------- | -------------- | ------ |
| 1 июля 1944 | 28 апреля 1945 | Берлин |

## Подчинённые подразделения
- 9-й (истребительный) авиационный корпус (13 ноября 1944 — 26 января 1945)
- 9-я (истребительная) авиационная дивизия (26 января 1945 — май 1945)
- 1-я авиационная тренировочная дивизия
- 1-я авиационная учебная дивизия
- 2-я авиационная учебная дивизия
- 3-я авиационная учебная дивизия
- 4-я авиационная учебная дивизия
- 1-я резервная разведывательная эскадра
- 1-я резервная истребительная эскадра
- 2-я резервная истребительная эскадра
- 1-я резервная бомбардировочная эскадра
- зенитная запасная дивизия
- зенитная учебная дивизия
- авиационная учебная дивизия связи
- авиационная запасная дивизия связи
- парашютная учебная дивизия
- парашютная запасная дивизия
- парашютная учебная и запасная бригада «Герман Геринг»
- командование парашютными школами